# Ljenivci
Ljenivci (tipavci; lat. Folivora) su vrlo stari podred krezubica (Pilosa) a srodni su s mravojedima i pasancima. Poznato je šest recentnih vrsta koje se dijele na dvije porodice, dvoprstih (Megalonychidae) i troprstih ljenivaca (Bradypodidae). Pored recentnih, postojao je još i cijeli niz vrsta golemih ljenjivaca koji su izumrli. Postoji i naziv tipavci za ljenivce iz reda krezubica, koji žive na drveću.

## Životni prostor
Ljenivci nastanjuju isključivo krošnje stabala tropskih kišnih šuma Srednje Amerike i područja Amazonije pa do južnih područja Brazila.

## Građa tijela
Životinje dosižu dužinu tijela od najmanje pola metra i težinu do 5 kg, dok dvoprsti mogu težiti i do devet kilograma.
Prednji udovi su im duži od stražnjih, što je kod troprstih izraženije nego kod dvoprstih ljenivaca. Kao što govore njihovi nazivi, razlikuju se brojem prstiju na prednjim udovima. Na stražnjim, obje porodice imaju tri prsta, tako da ovo razlikovanje može dovesti do zabune. Prsti i prednjih i stražnjih udova završavaju snažnim i dugim kandžama oblikovanim poput srpova. Podlaktice su im dulje od nadlaktica i tako prilagodljive da se ni ne moraju okretati kako bi s grana skinuli lišće. Stražnje noge su im kratke.
Ljenivci su najsporiji sisavci na Zemlji. Najveća brzina kojom se ljenjivac kreće je 1,5 m u 1 minuti. Na tlu ne može uspravno stajati, već se povlači pomoću kandži.
Umjesto sedam, koliko ih imaju drugi sisavci, troprsti ljenivac ima devet vratnih pršljenova. To im omogućava veću pokretljivost glave (može ju okrenuti do 270°). Za razliku od vrata, glava im je kratka a lice okruglasto. Malene oči su vrlo razmaknute, okrugli nos nije istaknut, a uške su se sasvim povukle.
Krzno se sastoji od dva sloja: unutrašnji je kratak i vrlo gust, dok su duge dlake koje čine vanjski sloj krzna slamaste i imaju neobične vrlo tanke uzdužne žljebove. Rep im je batrljak ili ga uopće nemaju. Smjer rasta dlake im je obrnut od drugih sisavaca i ide od sredine trbuha prema leđima. Kako cijeli život provode viseći na granama, takav rast krzna omogućuje bolje otjecanje vode s njih.

## Način života
Gotovo čitav svoj samotnjački život ljenivac provodi ovješen svojim kandžama na grani s leđima prema tlu. Kandže pri tome djeluju kao kuke. Hrane se gotovo isključivo lišćem, samo dvoprsti ljenivci pojedu nekad neku voćku ili malenoga beskralježnjaka.
Neki ljudi kažu da ljenivci zaista žive kako im ime govori, da su zaista lijeni. Ovi južnoamerički sisavci provedu i više od tjedan dana viseći naglavce s istog stabla. Silaze na tlo samo jednom u tjednu kako bi obavili nuždu, ili da promijene stablo na kojem su pojeli lišće koje im je najdraže.

### Ostali projekti
|  | Zajednički poslužitelj ima stranicu o temi Ljenivci    |
|  | Zajednički poslužitelj ima još gradiva o temi Ljenivci |
|  | Wikivrste imaju podatke o taksonu Ljenivci             |